# Семыкин, Иван Иванович
Иван Иванович Семыкин (1931—1981) — советский руководитель строительства в системе атомной промышленности. Герой Социалистического Труда (1975). 

## Биография
Родился 10 февраля 1931 года в Ставропольском крае в крестьянской семье.
С 1950 года после окончания Ставропольского строительного техникума был направлен мастером-строителем в Строительное управление МВД СССР в закрытый город Свердловск-44.
С 1952 года старший мастер и заместитель начальника Управления строительства МСМ СССР на строительстве объектов в закрытом городе Томск-7. С 1966 году участвовал в возведении ракетного комплекса в районе Семипалатинска. С 1967 года заместитель начальника Северного управления строительства МСМ СССР и с 1968 года начальник Строительно-монтажного управления № 1 по строительству объектов Ленинградской АЭС. С 1975 года начальник Северного управления строительства МСМ СССР.
28 февраля 1975 года «За строительство первого энергоблока Ленинградской АЭС» Указом Президиума Верховного Совета СССР Ивану Ивановичу Семыкину было присвоено звание Героя Социалистического Труда.
В 1981 году начальник Западного управления строительства МСМ СССР, курировал строительство Игналинской АЭС. В 1981 году был избран делегатом XXVI-го съезда КПСС.
Умер 20 сентября 1981 года на рабочем месте. Похоронен в городе Сосновый Бор на Ковашевском кладбище.

## Награды

### Ордена
- Медаль «Серп и Молот»
- Два Ордена Ленина
- Орден Октябрьской революции
- Два Ордена Трудового Красного Знамени

### Медали
- Премия Совета Министров СССР — «за разработку проекта и строительство Ленинградской АЭС»

## Память
17 марта 2003 года за значительный вклад в создание Ленинградской АЭС и города Сосновый Бор, решением Собрания представителей Семыкин Иван Иванович занесен в Книгу Славы города Сосновый Бор (посмертно).
В 2011 году в память о Иване Ивановиче Семыкине одна из новых улиц города названа его именем.